# Escrito está
Escrito está, anteriormente conocido como Está escrito, es un programa de televisión cristiano con televidentes y audiencia en más de 140 países, transmitido en inglés, español, francés, portugués y ruso, entre otros idiomas. Se trata de un ministerio independiente de la Iglesia Adventista del Séptimo Día, sostenido por donaciones. Se originó como una extensión del programa en inglés It Is Written creado en 1956 por George Vandeman. El título del programa proviene del versículo bíblico Mateo 4:4: "Escrito está: No sólo de pan vivirá el hombre, sino de toda palabra que sale de la boca de Dios."

## Historia
George Vandeman fundó el programa It Is Written en marzo de 1956 con el objetivo de predicar los principios de la Iglesia Adventista del Séptimo Día a través de la televisión para así poder llegar a una mayor cantidad de personas.
El programa Está escrito, como era conocido al principio, basado en las traducciones de los programas del evangelista Mark Finley al español, empezó a trasmitirse el 4 de abril de 1994. Milton Peverini comenzó los primeros programas escritos exclusivamente en español poco después en el mismo año. En abril de 1996, la cadena de programas cristianos 3ABN inició las trasmisiones del programa. En Chile, la cadena nacional La Red lanzó el programa el 8 de septiembre de 1996. Al año siguiente, solo en Chile se registraban 11 422 cursos solicitados por televidentes y 1245 personas se bautizaron por la influencia del programa.

Desde el año 2006, Robert Costa ejerce como director y orador del programa. Desde entonces se ha dado prioridad al uso de Internet para la difusión de los programas a través de podcasts, YouTube y iTunes.

## Difusión
El programa es uno de los ministerios independientes de la Iglesia Adventista del Séptimo Día. En 2000, año del fallecimiento del fundador, se estimaba en 150 el número de países donde era trasmitido. Según el sitio web de la organización, el programa se difunde por más de 11 000 canales de televisión en 138 países; El programa se difunde por TBN-Enlace de Estados Unidos, Hope Channel, el Canal Nuevo Tiempo en Sudamérica, así como otras cadenas en distintos países de habla hispana. 
Además de en español, existen versiones de en más de nueve idiomas. Entre ellos: árabe, chino mandarín, inglés, francés, portugués, rumano, ruso y ucraniano.
Anualmente, el programa realiza campañas de evangelización, como las llevadas a cabo del 23 al 30 de octubre de 2013 en el Teatro Teletón y del 29 de noviembre al 6 de diciembre de 2014 en el Colegio Adventista La Cisterna, ambos en Santiago de Chile.

## Oradores

### Escrito está Internacional
- George Vandeman, 1956–1991-fundador
- Mark Finley, 1991–2004
- Shawn Boonstra, 2004–2010
- John Bradshaw, 2010–al presente

### Asociados de Escrito está Internacional
- Bill Santos para Escrito está Canadá.
- Robert Costa, 2006–al presente para América Latina.
- Jose Elysée para Escrito está Francia (Il est écrit).
- Ivan Saraiva para Escrito está en portugués.
- Daniel Reband para Escrito está en ruso.